# Alhaurín de la Torre
Alhaurín de la Torre er en by og kommune i det sydlige Spanien i provinsen Málaga. Den har et indbyggertal på 44.057 (2024) indbyggere.